# Схірмонніког
Схірмонніког (нід. Schiermonnikoog, фриз. Skiermûntseach) — острів у Нідерландах, що входить до групи Західно-Фризьких островів. Найменший населений острів Нідерландів. Адміністративно острів є громадою, що входить до складу провінції Фрисландія.
На острові розташований маяк і пост берегової охорони Нідерландів.

## Історія
Першими відомими поселенцями на острові були ченці-цистерціанці. На острові вони постали з монастиря Klaarkamp, розташованого на материку. Саме з орденом пов'язано назву острова. «Monnik» означає «чернець», «schier» — архаїчне слово, що означає «сірий», що описує колір вбрання ченців, «ogg» — «острів». Таким чином, Схірмонніког означає «Острів сірих ченців». В епоху Реформації острів було експропрійовано.
У 1580 році острів увійшов до складу Фрисландії. Близько 1640 року, острів був куплений у приватну власність багатим сімейством. Наступні три століття острів переходив з рук в руки.
У 1717 і 1720 роках в результаті штормів відбувалися затоплення острова і села, розташованого в західній частині. Шторми змусили жителів острова в 1756 році заснувати нове поселення на східній околиці, нині саме це село зветься Схірмонніког.
З 1892 до 1945 року острів належав аристократичній сім'ї Бернсторф. Після Другої світової війни, Схірмонніког був конфіскований голландським урядом як ворожа власність.

## Транспорт
Дістатися до острова можна на поромі, який кілька разів на день ходить із села Лауверсог. Судноплавною є протока між островами Схірмонніког і Амеланд, фарватер розташований ближче до о. Схірмонніког. На острові існує яхтовий порт.

## Світлини

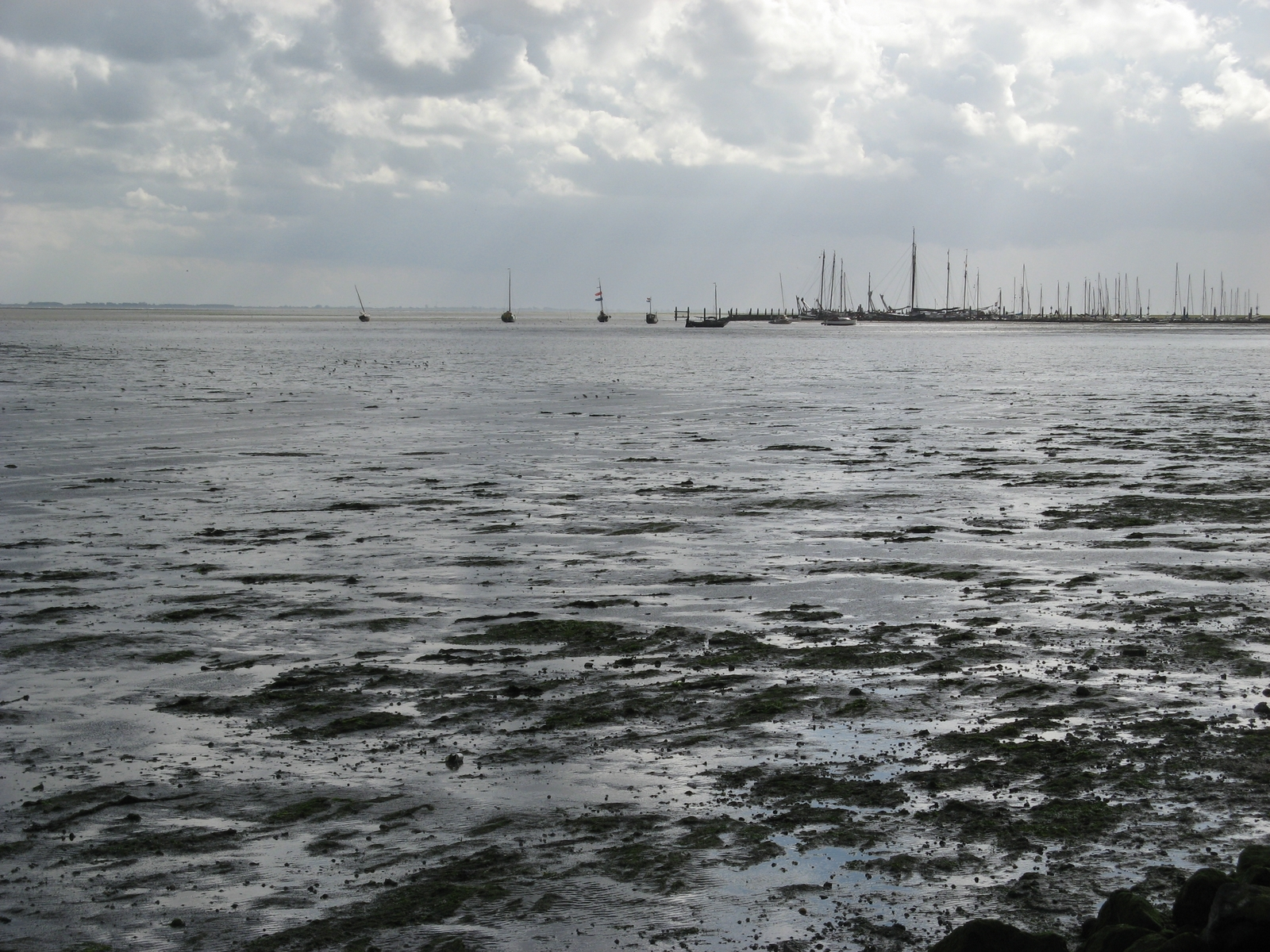
На березі
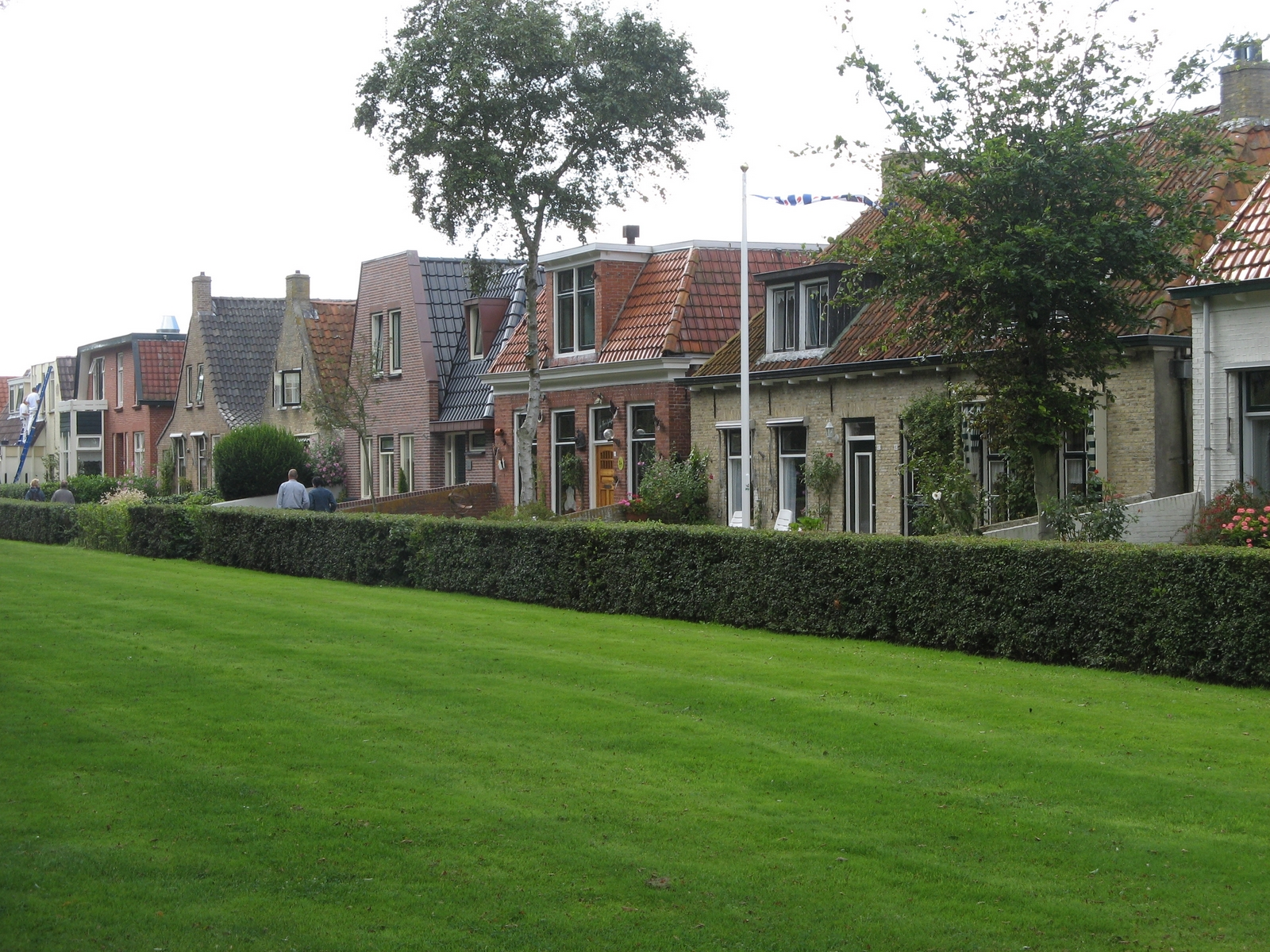
У селі
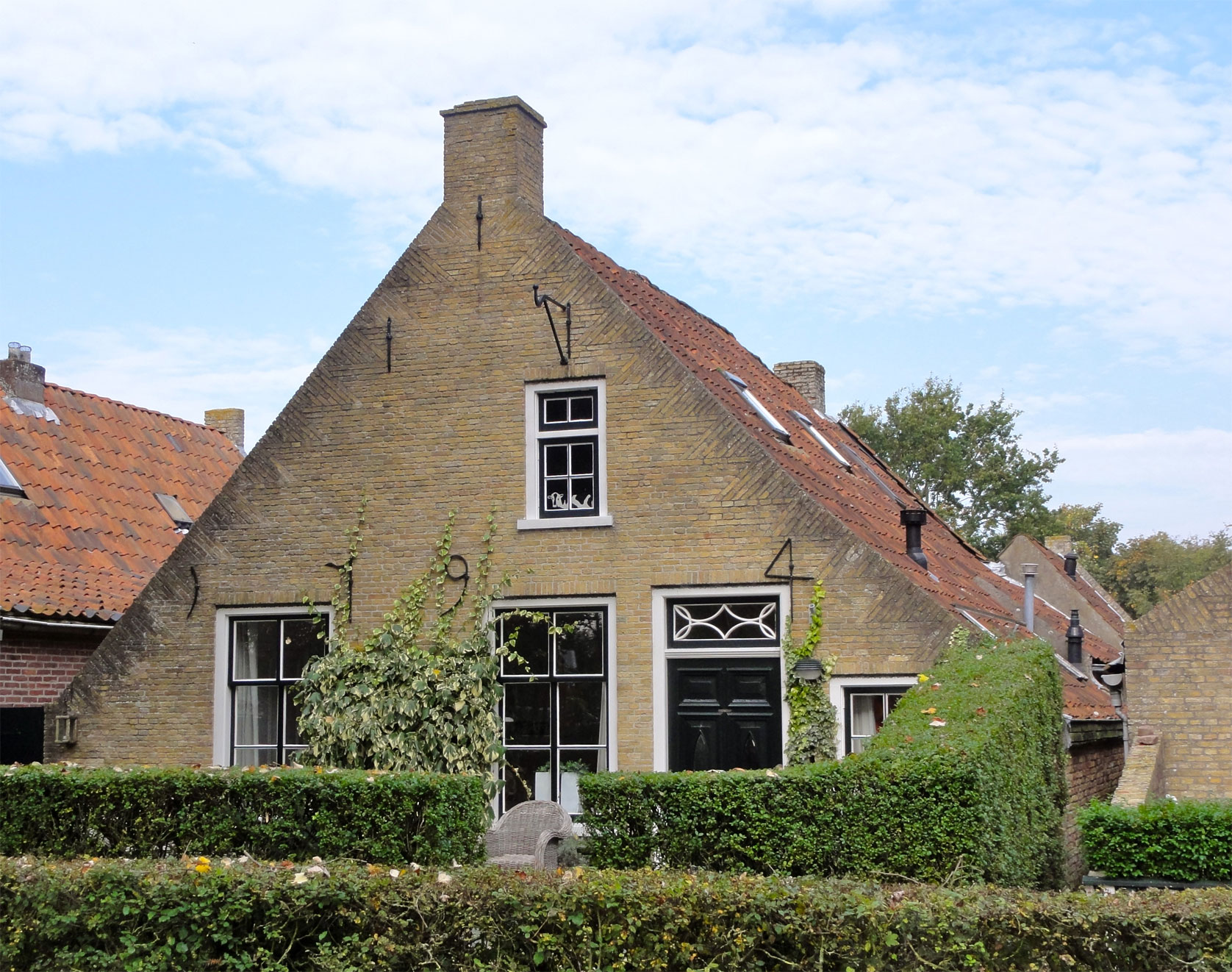
Будинок на Лангстреек, 40
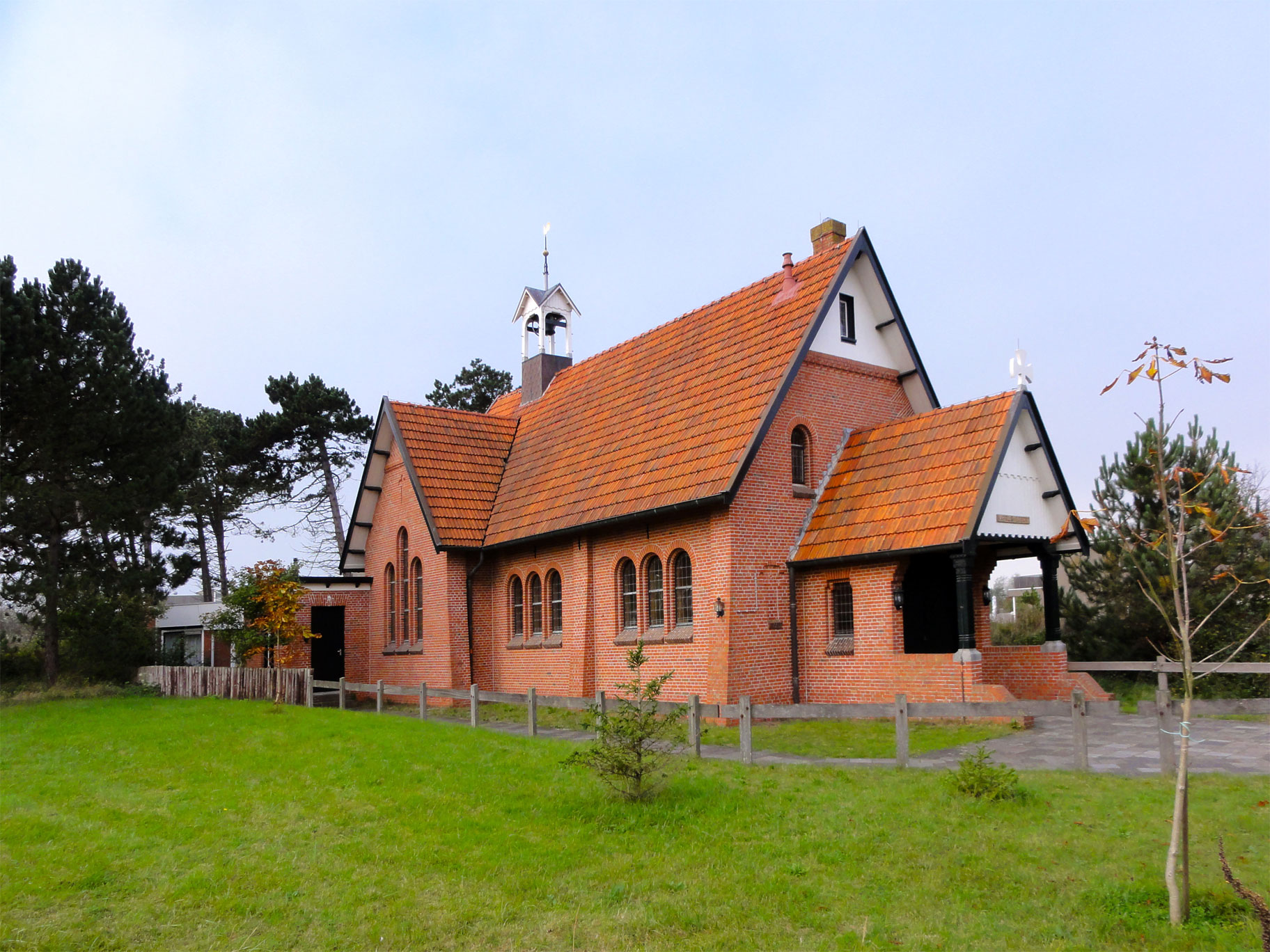
Егбертускерк
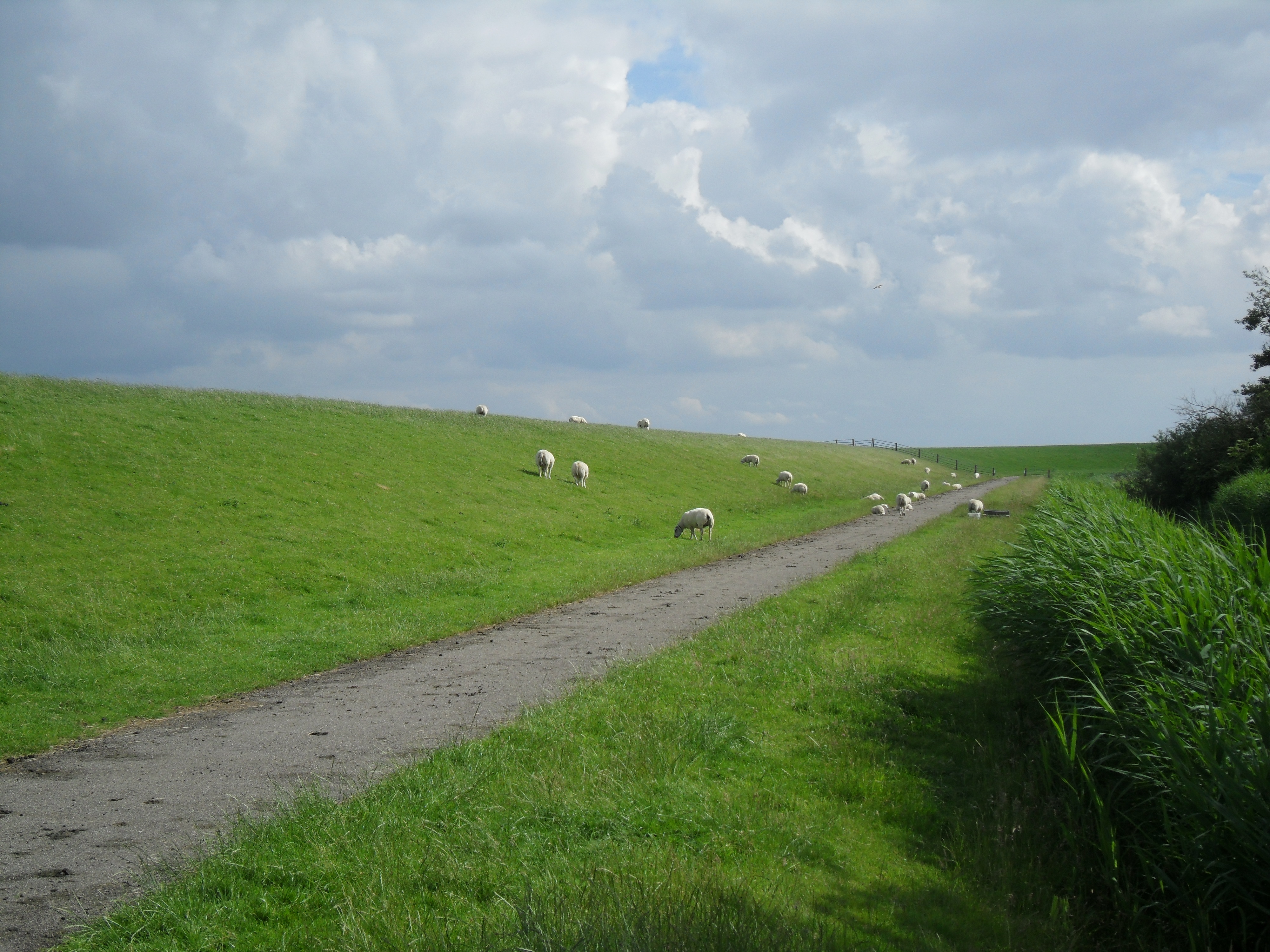
Дамба, пасуться вівці
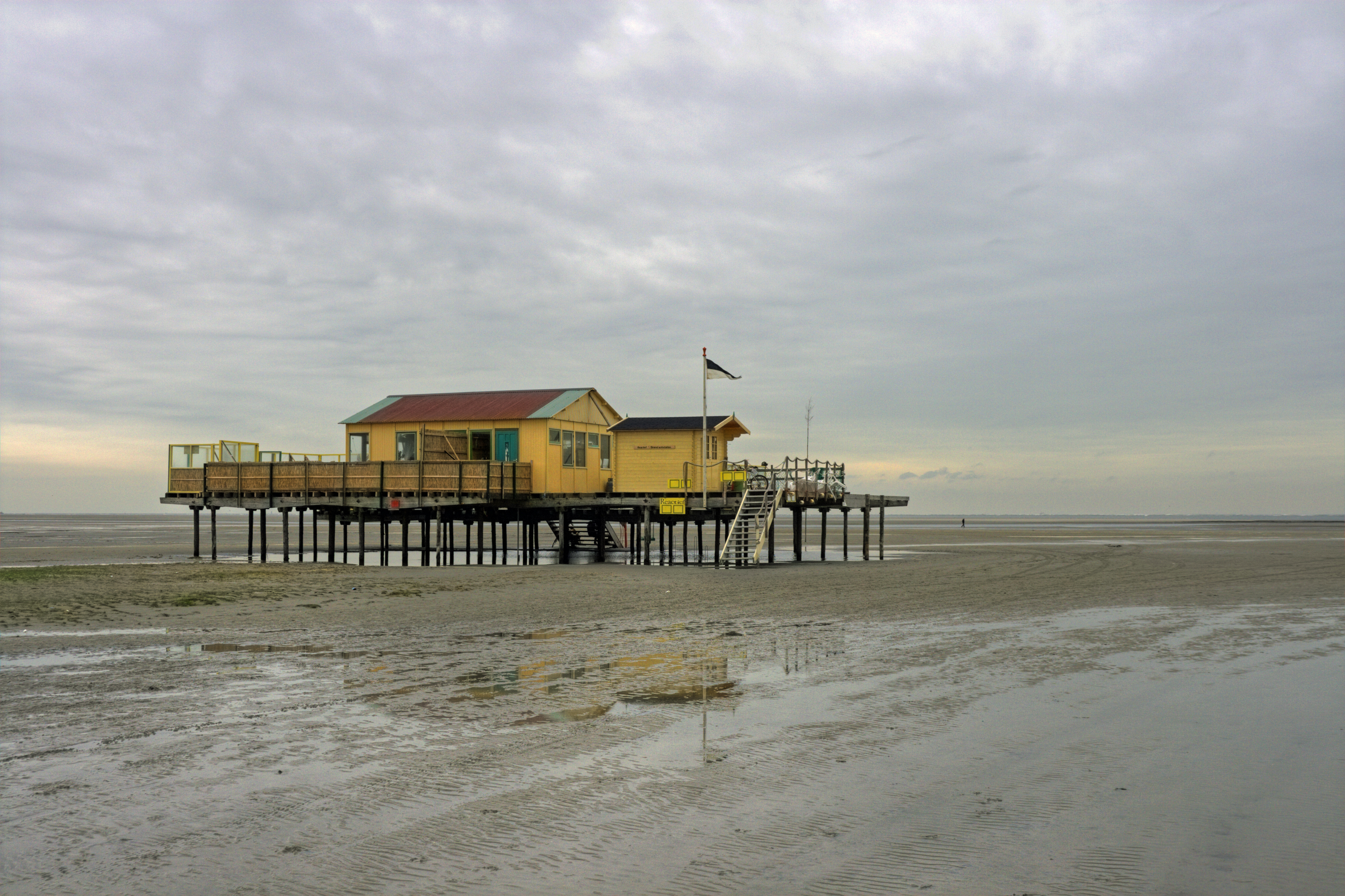
Пляжний павільйон під час відпливу
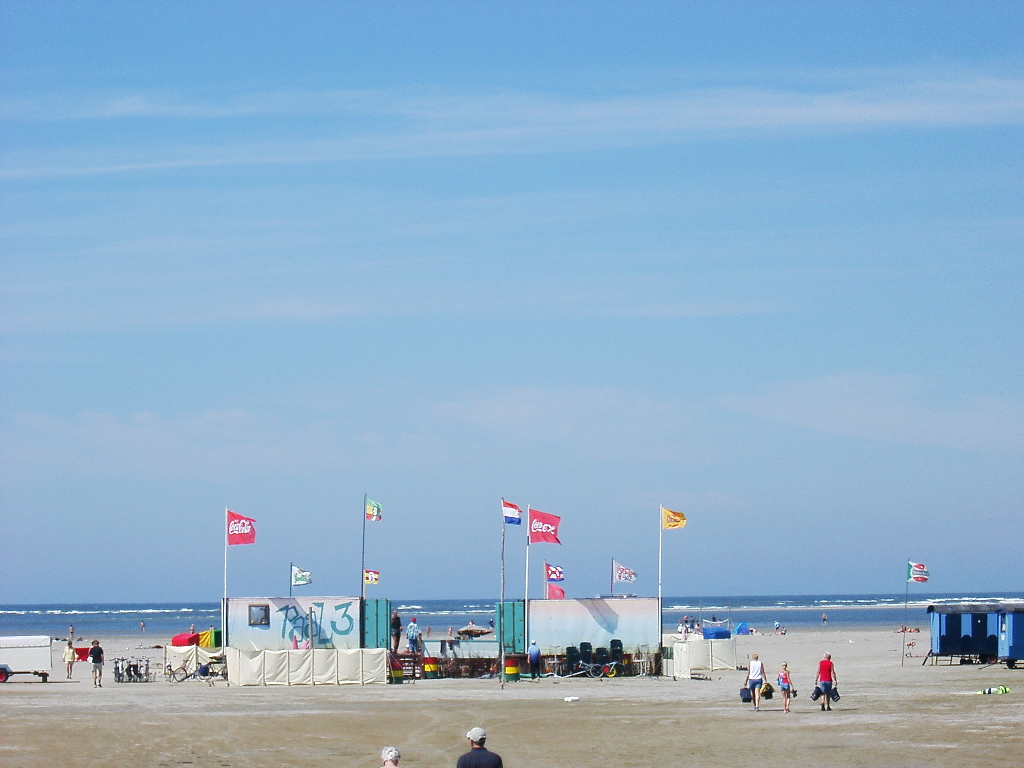
Пляж
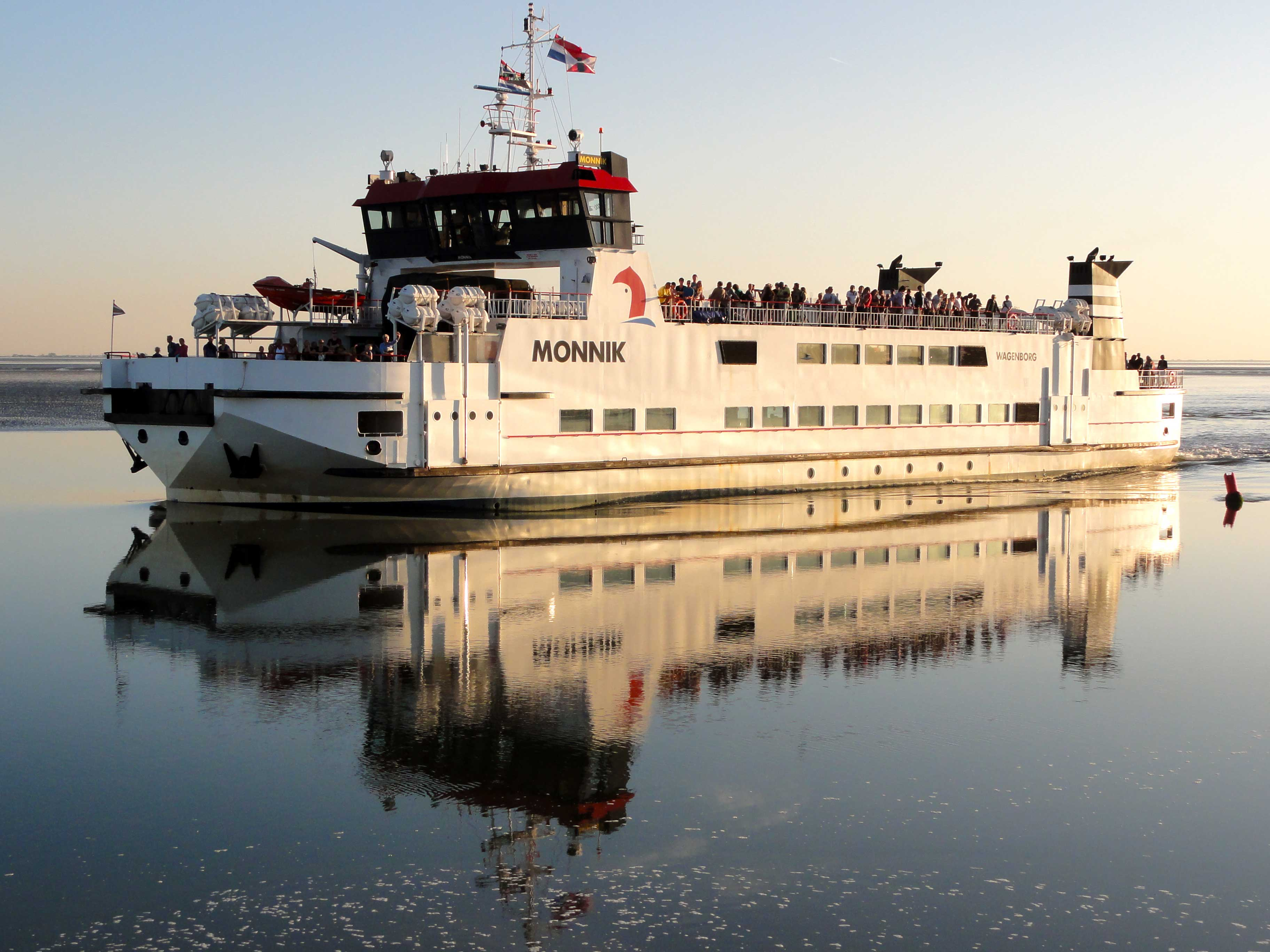
Пором "Моннік"
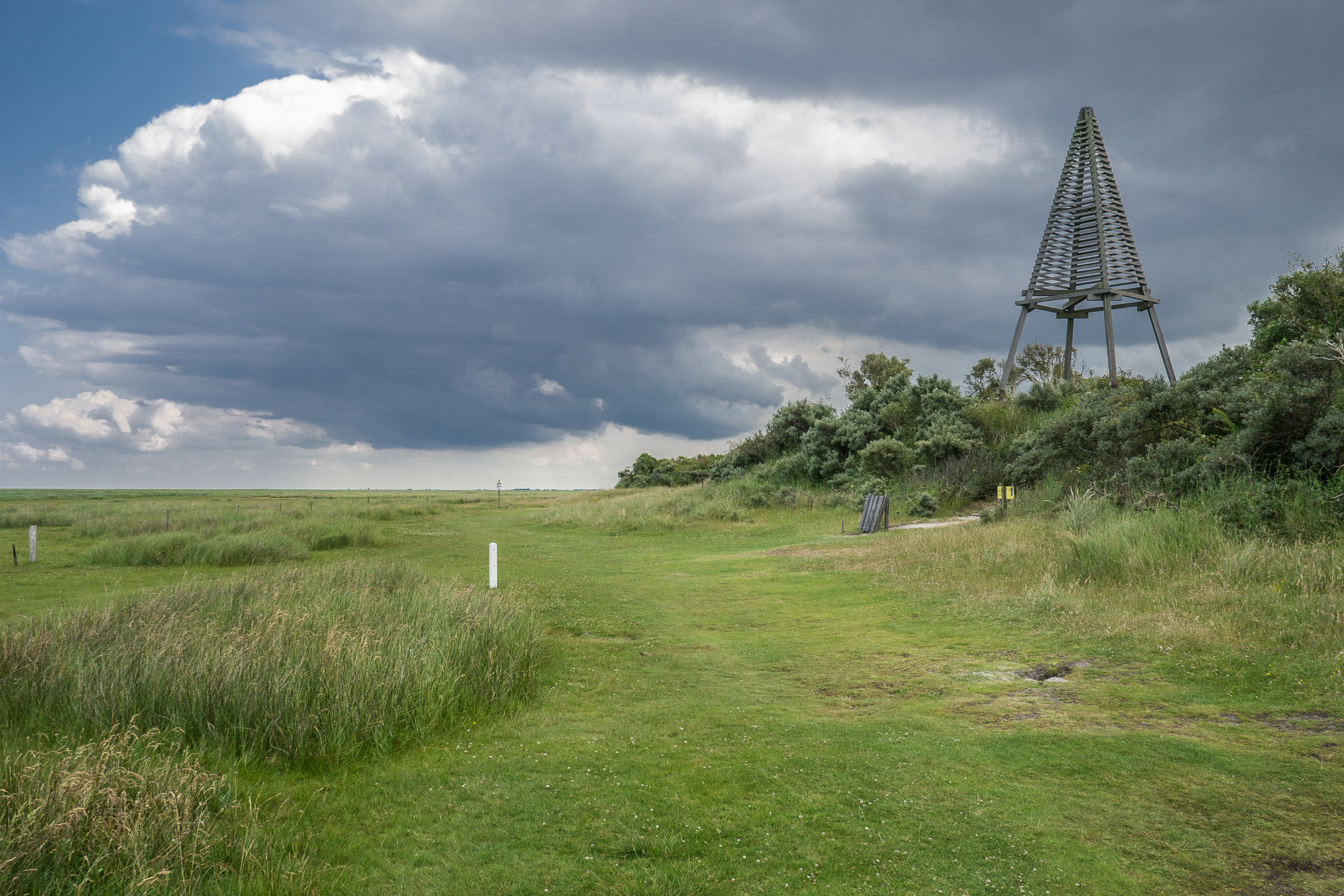
Маяк в околицях Коббелдаунен
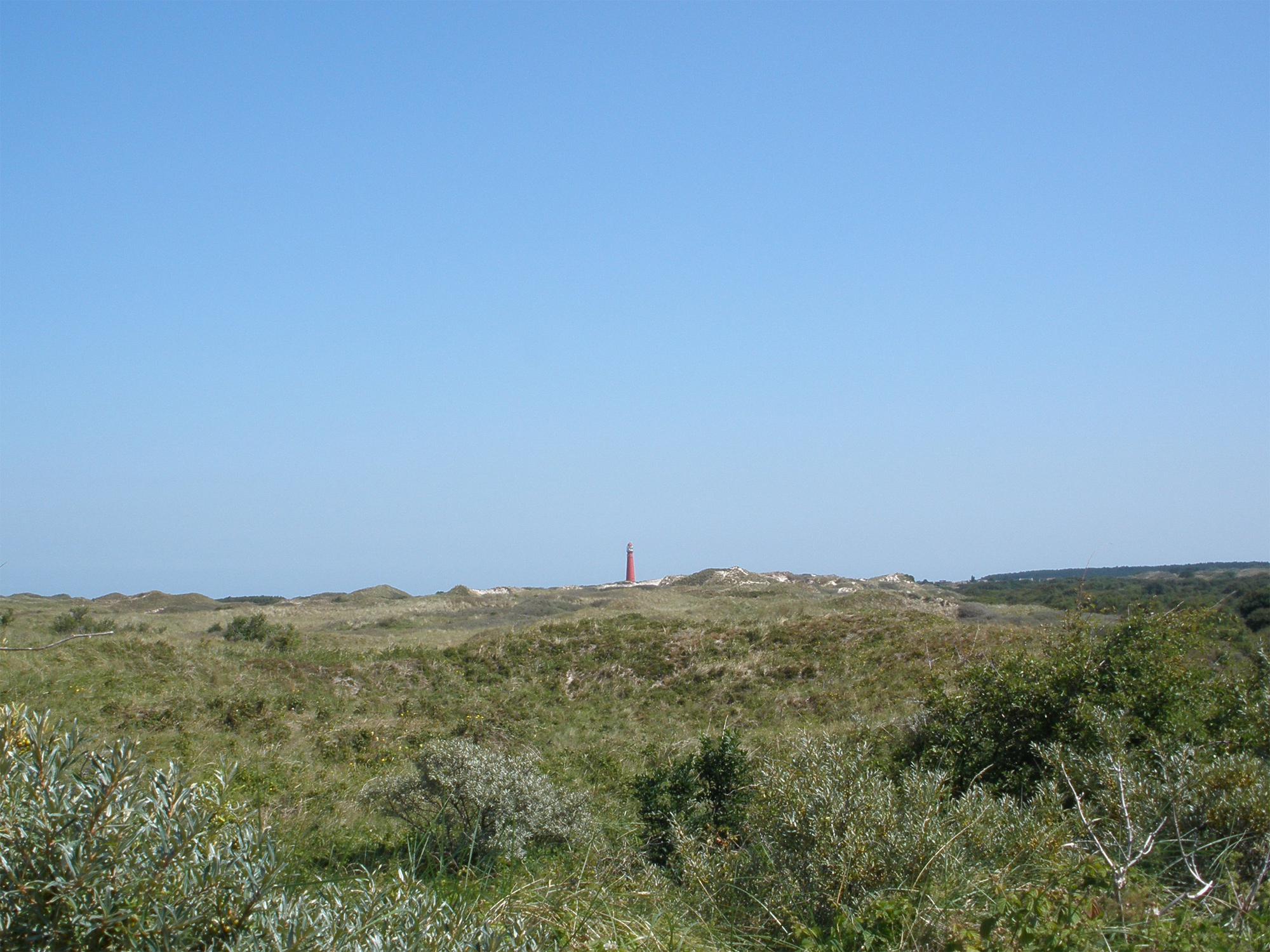
Дюни